# Eneco Tur 2011
Eneco Tur 2011 este a 7-a ediție a Turului Eneco care se desfășoară în perioada 8 august-14 august 2011.

## Echipe
Pentru ediția din 2011, au fost invitate 22 de echipe. Acestea sunt:
| - Ag2r-La Mondiale - Omega Pharma-Lotto - Quick Step - Team Saxo Bank-SunGard - Lampre-ISD - Liquigas-Cannondale - Astana - Leopard Trek - Rabobank - Vacansoleil-DCM - Team Katusha | - Euskaltel-Euskadi - Team Movistar - BMC Racing Team - Garmin-Cervélo - HTC-Highroad - Team RadioShack - Team Sky - Skill Shimano - Topsport Vlaanderen-Mercator - Veranda's Willems-Accent - Cofidis |

## Etapele programate
| # | Dată      | Start      | Sosire          | Km    | Câștigător             |
| - | --------- | ---------- | --------------- | ----- | ---------------------- |
| P | 8 august  | Amersfoort | Amersfoort      | 5.7   | Taylor Phinney (BMC)   |
| 1 | 9 august  | Oosterhout | Sint Willebrord | 192.1 | André Greipel (OLO)    |
| 2 | 10 august | Aalter     | Ardooie         | 173.7 | André Greipel (OLO)    |
| 3 | 11 august | Heers      | Andenne         | 191.2 | Philippe Gilbert (OLO) |